# Chronologie de l'invasion de l'Ukraine par la Russie (avril 2023)
Pour un article plus général, voir Invasion de l'Ukraine par la Russie.
Cet article fait partie de la chronologie de l'invasion de l'Ukraine par la Russie et présente une chronologie des événements clés de ce conflit durant le mois d'avril 2023.
Pour les événements précédents, voir Chronologie de l'invasion de l'Ukraine par la Russie (mars 2023).
Pour les événements suivants voir, Chronologie de l'invasion de l'Ukraine par la Russie (mai 2023).

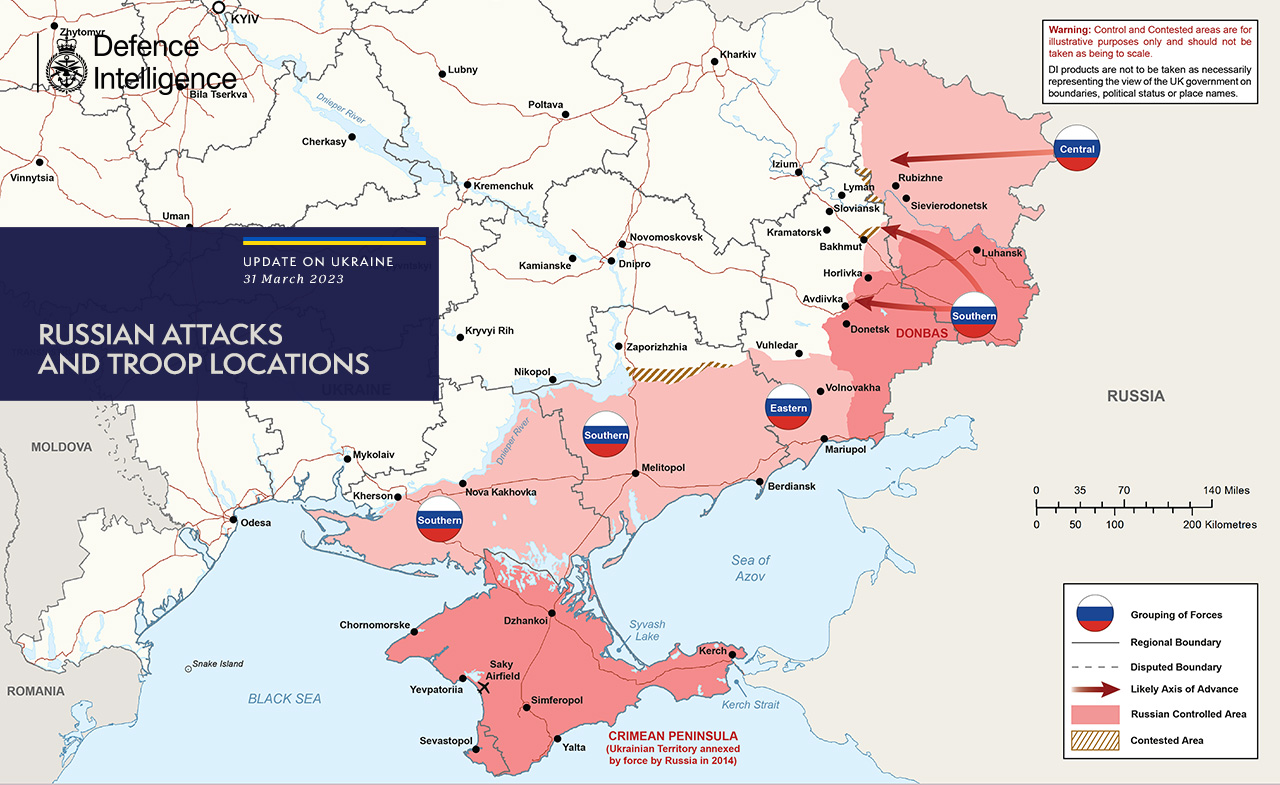
Situation fin mars 2023
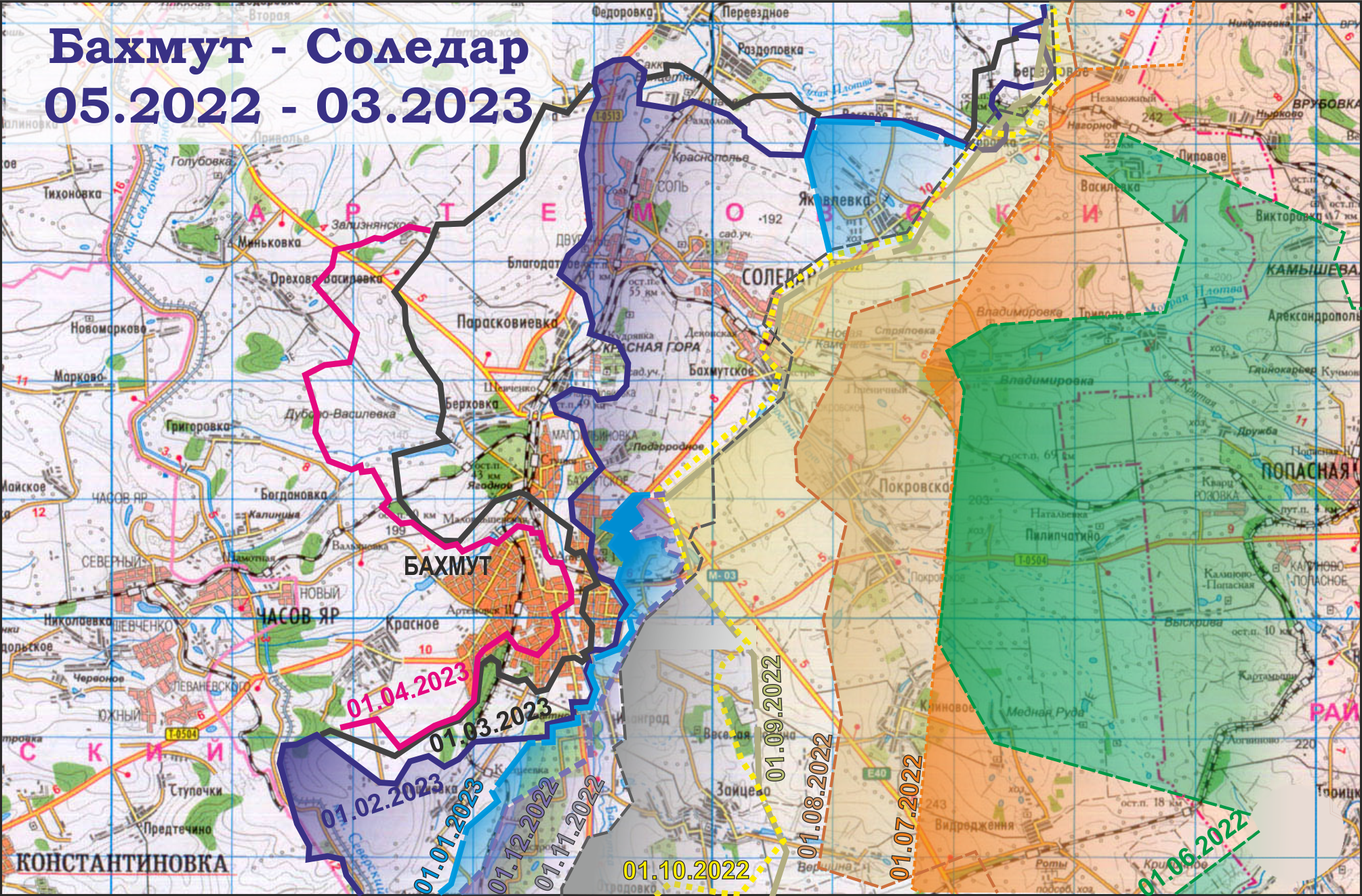
Avancées russes dans la région de Bakhmout-Soledar de mai 2022 au 1er avril 2023

## Chronologie des évènements

### 1eravril
Les forces ukrainiennes bombardent, avec des missiles et l'artillerie, trois zones de rassemblements de personnels, d'armes et d'équipements militaires, deux dépôts de munitions et un système de lance-roquettes multiples.
Selon le ministre de la jeunesse et des sports ukrainien (uk), Vadym Gutzeit, 262 athlètes ukrainiens sont morts depuis le début de l'invasion de l'Ukraine par la Russie.

### 2 avril
Six frappes de missiles S-300 et Ouragan touchent seize immeubles d'habitation, huit résidences privées, un jardin d’enfants, un bâtiment administratif, trois voitures et un gazoduc, à Kostiantynivka, située à une vingtaine de kilomètres à l'ouest de Bakhmout.
Le ministère de la défense britannique affirme que 200 000 soldats russes ont été tués ou blessés depuis le début de la guerre.

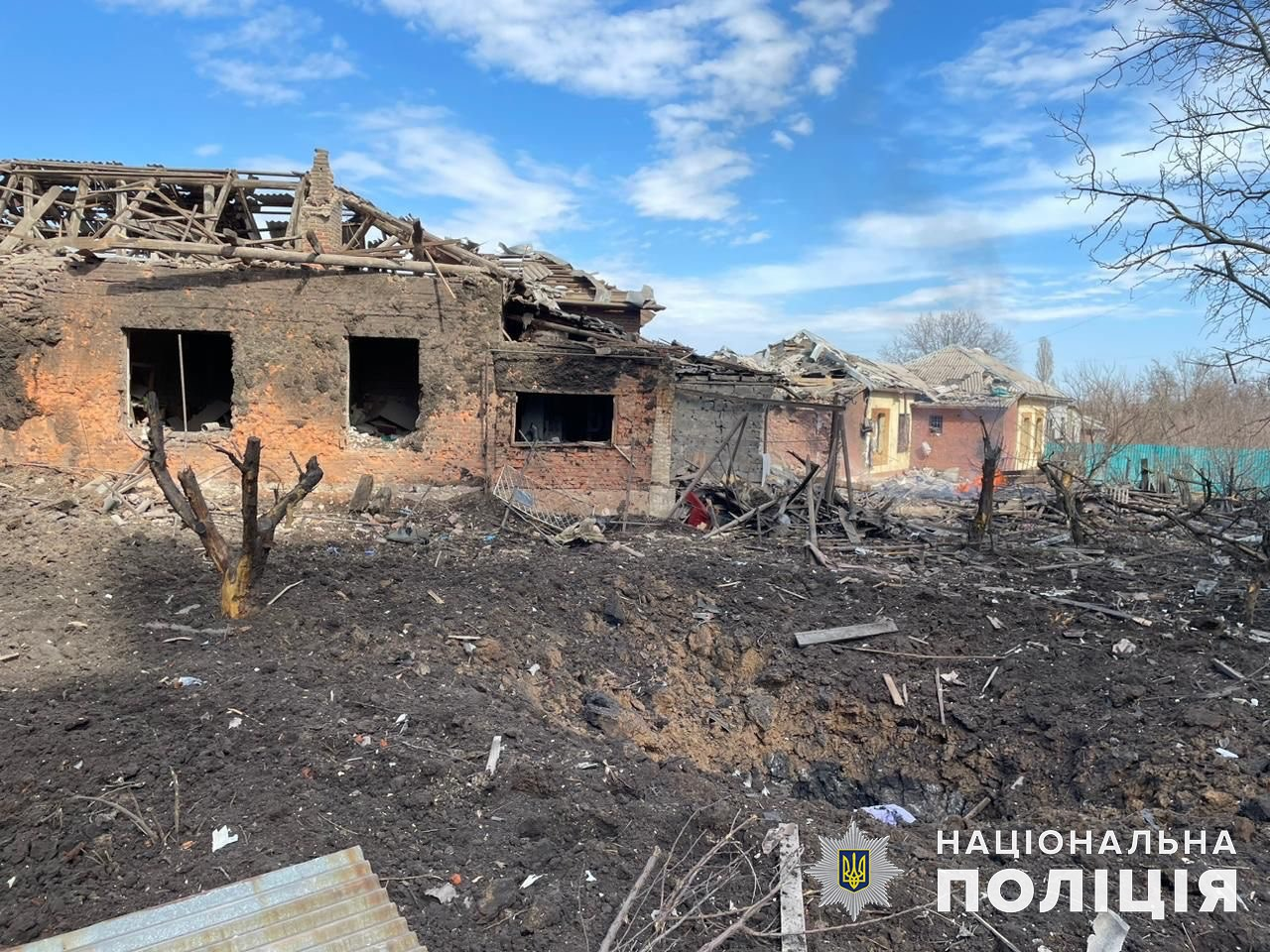
Bâtiments à Kostiantynivka après un bombardement.

### 3 avril
Le groupe Wagner annonce la prise de la mairie de Bakhmout.

### 4 avril
Dans la nuit du 4 avril, les russes lancent une attaque de drones sur Odessa et la région environnante.
Selon The Washington Post, les russes construisent des tranchées autour de la ville de Medvedivka (uk), complétées par des dents de dragons. Les images satellite montrent également la présence de dépôts militaires, de réservoirs de carburants, de véhicules blindés et de canons d'artillerie,.

### 5 avril
Volodymyr Zelensky se rend en Pologne où il rencontre son homologue Andrzej Duda, qui déclare que son pays est prêt à livrer 14 avions de chasse MiG-29 à l'armée ukrainienne, et assure du soutien de Varsovie à la candidature ukrainienne afin d'intégrer l'OTAN,.

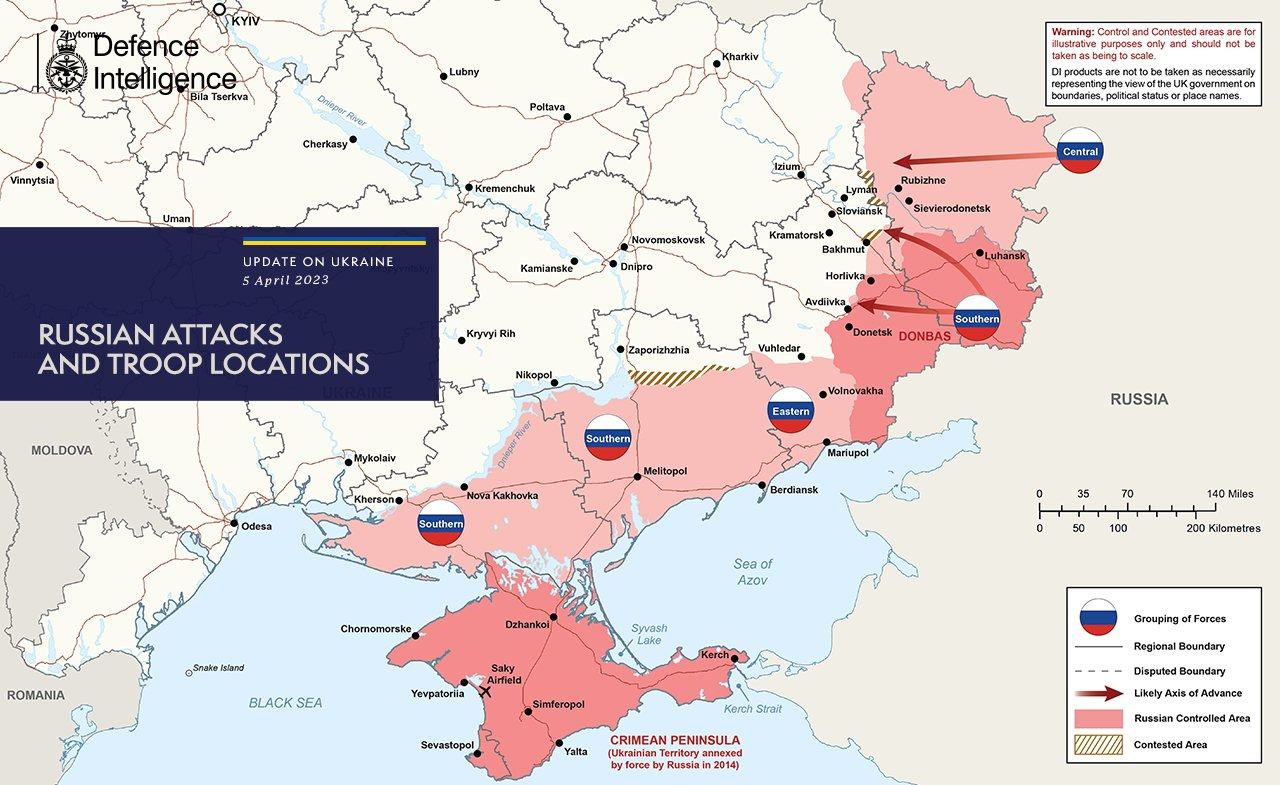
Situation au 5 avril 2023

### 6 avril
Des images satellite révèlent des constructions de lignes de fortification par l'armée russe en Crimée, en prévision d'une offensive de l'armée ukrainienne.

### 7 avril
Le ministère de la Défense britannique indique que les forces russes ont avancé dans le centre-ville de Bakhmout et se sont emparées de la rive ouest de la rivière Bakhmouta.

### 8 avril
Ukrenergo indique que l'armée russe tire plus de 1 200 missiles ou drones kamikazes sur les installations électriques ukrainiennes depuis octobre, et 250 environ ont atteint leur cible.
Les forces ukrainiennes abattent un chasseur Su-25 et sept drones (trois Orlan, trois Zala Lancet et un Merlin).

### 9 avril
Désormais en Arménie après avoir été menacé de mort, l'ancien lieutenant-colonel de l'armée russe, Vitaly Votanovsky découvre un cimetière, devenu tristement célèbre, dans le petit village de Bakinskaya, dans la région de Krasnodar. Ce cimetière est appelé « Wagner ». En outre, il indique qu'il y a au départ 48 tombes, puis quelques jours plus tard 95, puis 164, puis 270 et au début du mois d'avril, il recense 1 300 noms, qui correspondent seulement aux morts de la région de Krasnodar,.

### 10 avril
Le dirigeant prorusse Denis Pouchiline s'est rendu à Bakhmout
Selon The New York Times, la Russie promet une prime aux combattants qui endommagent ou détruisent des chars fournis par l'OTAN à l'Ukraine.
Le ministère de la défense britannique indique qu'« au cours des sept derniers jours, la Russie a intensifié ses assauts blindés autour de la ville de Marïnka ».

### 11 avril
Les députés russes votent un projet de loi rendant possible l'envoi d’ordres de mobilisation par voie électronique. Ces derniers étaient remis aux mobilisés jusqu'à présent obligatoirement en main propre. Désormais, la réception de l'acte de mobilisation se fait par voie électronique, grâce au portail numérique des services publics russes, sur lequel des millions d'hommes Russes mobilisables sont enregistrés. Ils ne pourront plus refuser sans être considérés comme réfractaires.
Orikhiv et Houliaïpole, oblast de Zaporijjia, sont bombardées par les russes.
Selon l'ISW, les russes continuent de gagner du terrain à Bakhmout, en subissant « probablement des pertes importantes ». L'ISW indique également que les forces ukrainiennes repoussent des attaques terrestres russes à Bakhmout et près de Bohdanivka (à 6 kilomètres au nord-ouest de Bakhmout) et de Khromovo (uk).

### 12 avril
Le ministère de la défense britannique, indique que « la Russie a continué de développer de vastes défenses dans l'oblast de Zaporijjia ».

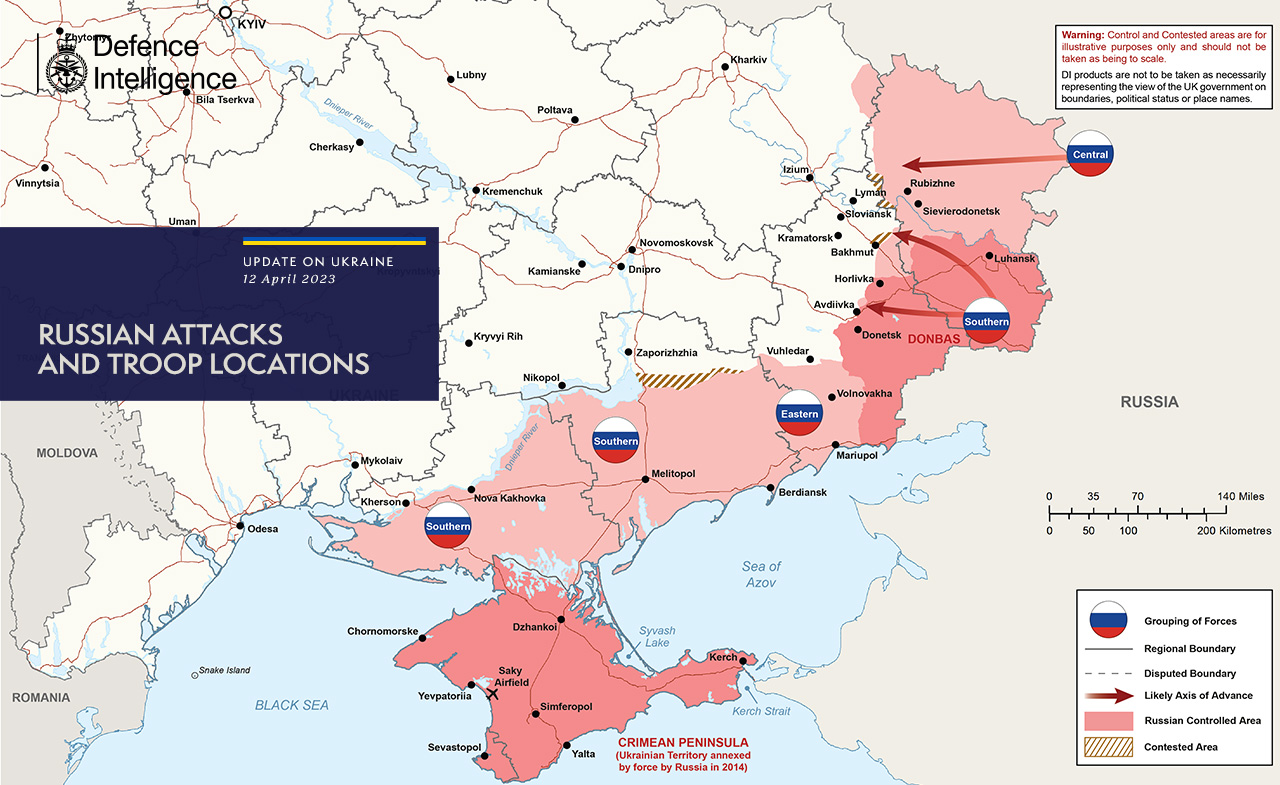
Situation au 12 avril 2023

### 13 avril
Le ministère russe de la Défense indique que « les troupes aéroportées soutiennent sur les flancs les groupes d'assaut, bloquant l'envoi de réserves de l'armée ukrainienne dans la ville et la possibilité d'un retrait des unités de l'ennemi », en affirmant avoir encerclé la ville de Bakhmout. L'armée ukrainienne dément cette affirmation, en assurant continuer à ravitailler ses troupes sur place et y infliger quotidiennement des pertes aux troupes russes. A ce stade, le groupe Wagner indique qu'il est prématuré d'évoquer un encerclement complet de la ville de Bakhmout,,.
Human Rights Watch révèle que « pendant l'occupation de la région de Kherson entre mars et novembre 2022 », les russes ont détenu et torturé des habitants de cette ville.

### 14 avril
Le gouvernement danois indique vouloir donner à l'Ukraine ses dix-neuf canons à longue portée Caesar.
Les huit chars Leopard 2 canadiens sont arrivés en Pologne.
Pavlo Kyrylenko indique que le bombardement russe de Sloviansk, a fait au moins cinq morts et quinze blessés.
Selon les services américains, une grande partie des unités spéciales russes a été décimée depuis le début de l'invasion russe. Ces derniers indiquent que trois brigades ont subi 90 % de pertes : la 346e brigade des forces spéciales du GRU dont il ne reste plus que « 125 membres actifs sur 900 déployés » ainsi que la 22e brigade des forces spéciales du GRU qui a perdu plus de la moitié des véhicules blindés Tigr,,.

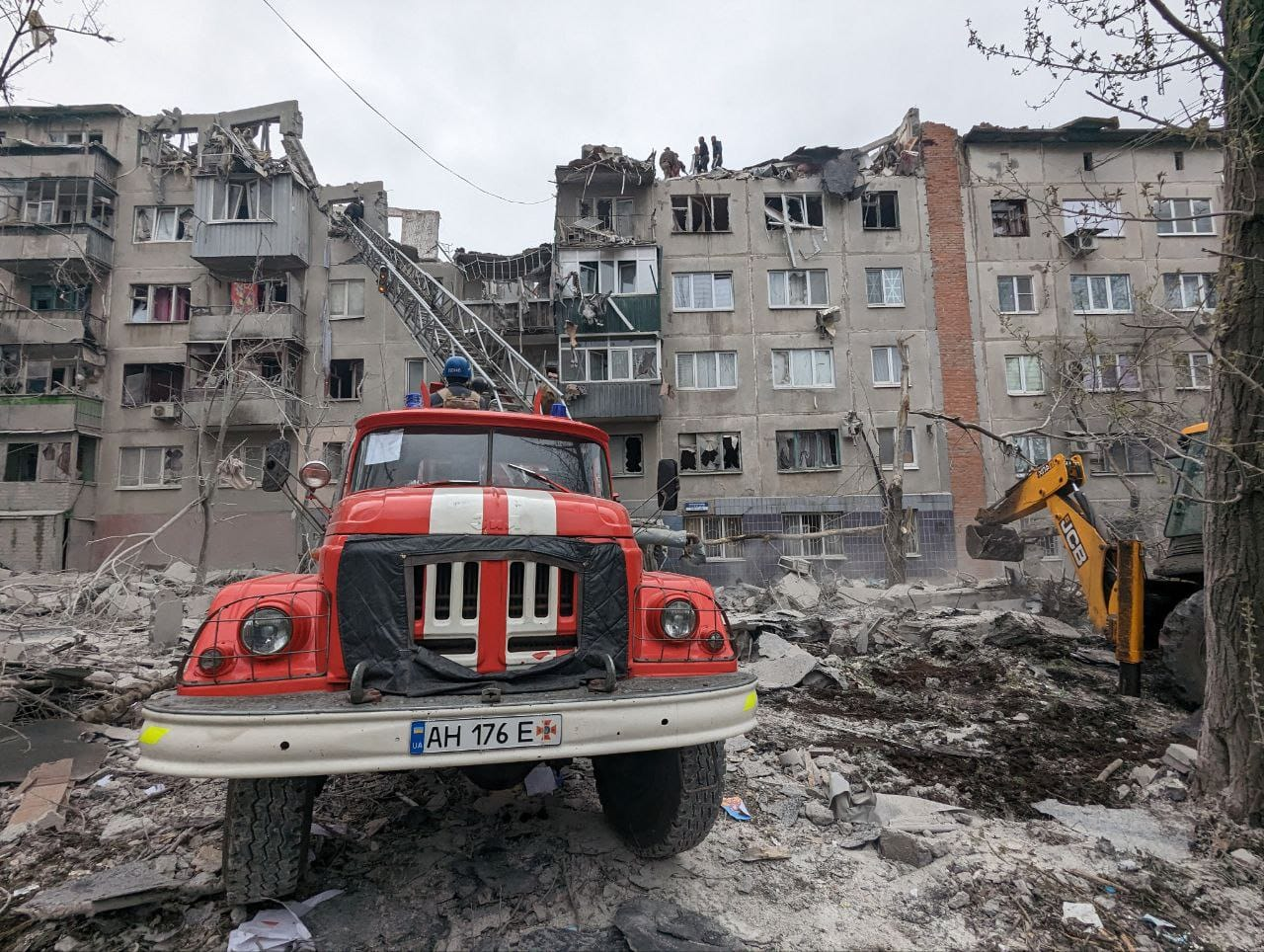
Maison à Sloviansk après un bombardement

### 15 avril
Selon le ministère de la Défense russe, épaulées par l'artillerie et les parachutistes de l'armée russe, les unités d'assaut du groupe Wagner progressent dans Bakhmout, obligeant les troupes ukrainiennes à battre en retraite. Ces dernières « détruisent alors délibérément les infrastructures et les bâtiments résidentiels de la ville afin de ralentir l’avancée ».

### 16 avril
Selon l'État-major ukrainien, 181 550 soldats russes sont morts (dont 460 au cours de la semaine dernière) depuis le début de l'invasion. D'autre part, celui-ci affirme que 7 073 véhicules blindés ont été détruits, ainsi que 3 654 chars d'assaut, 5 646 véhicules citerne et de ravitaillement ainsi que 2 785 pièces d’artillerie.
| Pertes au 16 avril 2023   | Pertes au 16 avril 2023                                | Pertes au 16 avril 2023   |
| Russie et alliés (10 008) | Équipements                                            | Ukraine et alliés (3 147) |
| ------------------------- | ------------------------------------------------------ | ------------------------- |
| 1 903                     | Chars                                                  | 479                       |
| 830                       | Véhicules blindés de combat                            | 263                       |
| 2 289                     | Véhicules de combat d'infanterie                       | 520                       |
| 306                       | Véhicules blindés de transport de troupes              | 245                       |
| 44                        | Véhicules blindés de haute protection contre les mines | 48                        |
| 190                       | Véhicules de transport de troupes                      | 278                       |
| 240                       | Postes de commandement et postes de communication      | 10                        |
| 298                       | Véhicules et équipements du génie                      | 48                        |
| 37                        | Systèmes de missiles antichars automoteurs             | 21                        |
| 97                        | Véhicules et équipements de soutien d'artillerie       | 23                        |
| 195                       | Artillerie tractée                                     | 121                       |
| 383                       | Artillerie automotrice                                 | 138                       |
| 191                       | Lance-roquettes multiples                              | 42                        |
| 17                        | Canons antiaériens                                     | 4                         |
| 24                        | Canons antiaériens automoteurs                         | 5                         |
| 105                       | Systèmes de missiles sol-air                           | 89                        |
| 30                        | Radars et équipements de communication                 | 52                        |
| 33                        | Moyens de brouillage radar                             | 1                         |
| 79                        | Aéronefs                                               | 61                        |
| 81                        | Hélicoptères                                           | 29                        |
| 7                         | Drones de combat                                       | 17                        |
| 203                       | Drones de reconnaissance                               | 81                        |
| 6                         | Trains logistiques                                     | -                         |
| 2 417                     | Camions, autres véhicules dont tout-terrain            | 548                       |
| 12                        | Navires de guerre                                      | 25,                       |

### 17 avril
La situation sur le front évolue peu car les champs détrempés et les chemins de terre limitent considérablement la capacité des Russes à mener des opérations offensives en dehors des zones urbanisées.

### 18 avril
Le Président Volodymyr Zelensky se rend à Avdiïvka.

### 19 avril
La Russie bombarde Vovtchansk, dans l'oblast de Kharkiv.
Les premiers systèmes américains de défense antiaérienne Patriot sont livrés en Ukraine.

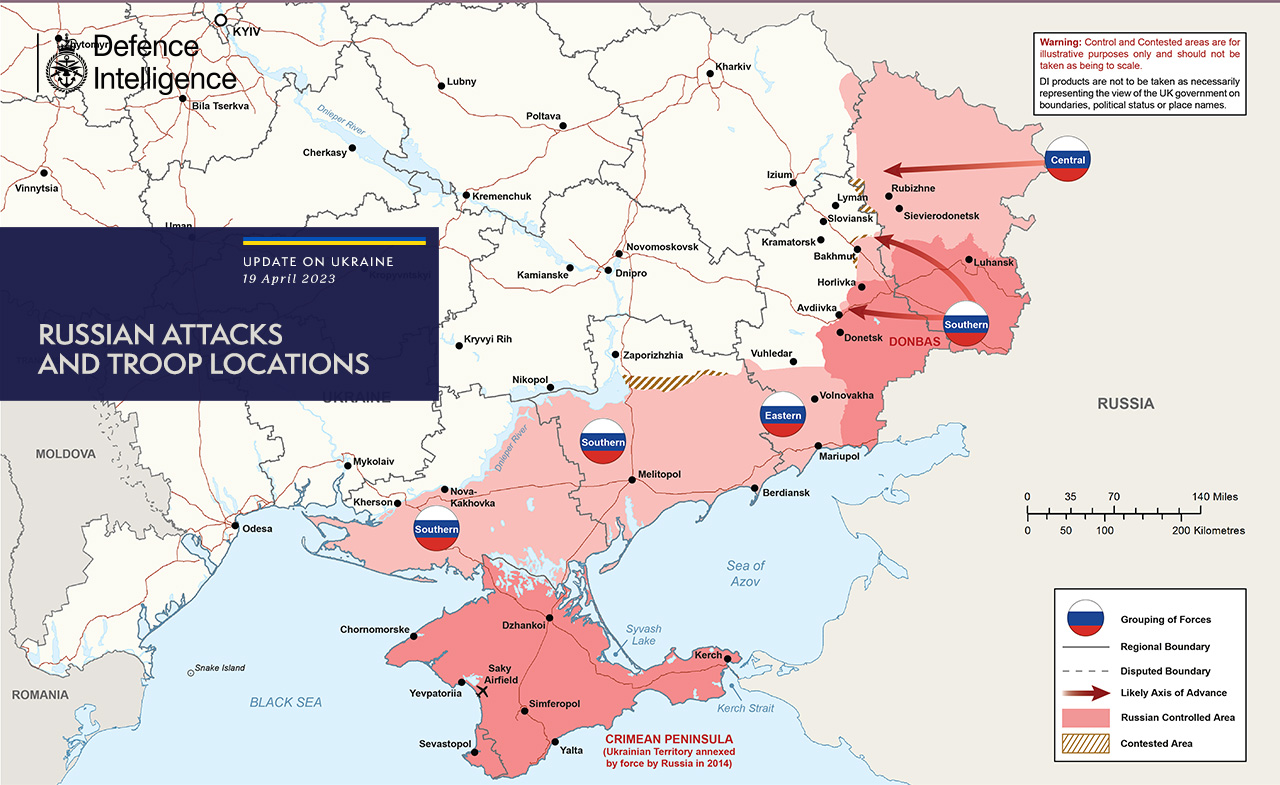
Situation au 19 avril 2023

### 20 avril
Des brigades d'assaut ukrainiennes, ayant comme noms « Bourevi », « Spartan », « Frontière d'acier » ou « Rage » s'entraînent pour la contre-offensive.
Le chef du département recherche et développement de l’Académie militaire autrichienne, Markus Reisner, donne quelques informations s'agissant des nouveaux équipements reçus par les brigades ukrainiennes, : 
| 21e brigade mécanisée - 20 véhicules blindés de combat de la famille CRV (T) - 30 véhicules blindés Senator - 20 véhicules blindés Husky - 30 chars T-64BV - 10 obusiers FH-70 de 155 mm | 32e brigade mécanisée - 90 véhicules blindés de transport de troupes (MRAP) International MaxxPro - 10 chars T-72 - 20 chars M1 Abrams - 12 obusiers D-30 de 122 mm | 33e brigade mécanisée - 90 véhicules blindés de transport de troupes (MRAP) International MaxxPro - 18 chars Léopard 2A4 - 14 chars Leopard 2A6 - 12 obusiers M119 de 105 mm |

| 37e brigade de marine - 60 véhicules blindés de transport de troupes (MRAP) Mastiff (Cougar) - 14 AMX-10 - 16 chars M1 Abrams (pas encore livrés) - 12 obusiers D-30 de 122 mm - 30 BMP Senator | 47e brigade mécanisée - 99 BMP M2A2 - 28 chars T-55S - 12 obusiers M109 de 155 mm - 12 obusiers D-30 de 122 mm | 82e brigade d'assaut aéroportée - 90 véhicules de combat Stryker - 40 véhicules de combat Marder - 14 chars Challenger 2 - 24 obusiers M119 de 105 mm |

| 95e brigade d'assaut aérien - 90 véhicules de combat d'infanterie BMP-1 et 2 - 12 chars T-64BV - 10 canons automoteurs de 122 mm SAU 2S1 « Gvozdika » - 17 chars M1 Abrams (pas encore livrés) - 12 obusiers SAU AS-90 de 155 mm | 118e brigade mécanisée - 90 véhicules de transport de troupes M113 - 28 chars T-72 - 6 canons automoteurs M109 de 155 mm - 10 obusiers FH70 de 155 mm | 117e brigade de défense territoriale - 28 véhicules à haute mobilité Viking - 28 véhicules blindés de transport de troupes XA-185 - 10 véhicules de transport de troupes M113 - 10 véhicules blindés Senator - 31 chars T91 - 12 obusiers D-30 de 122 mm |

### 21 avril
Le ministère de la Défense russe déclare : « Au cours du vol de l'avion Su-34 des forces aérospatiales au-dessus de la ville de Belgorod, une tombée anormale de munitions d'aviation s'est produite ».

### 22 avril
L'armée russe effectue cinquante-huit tirs d’artillerie, trois attaques de drones et deux autres avec des lance-roquettes multiples sur l'Oblast de Zaporijjia.
Le secrétaire à la Défense des États-Unis, Lloyd Austin, indique que « 230 chars, plus de 1 550 véhicules blindés et d'autres équipements et munitions pour soutenir plus de neuf nouvelles brigades blindées ukrainiennes ».
Un mandat d'arrêt à l'encontre de Kyrylo Boudanov, chef des services de renseignement militaires ukrainiens, est émis par la justice russe pour « création d’un groupe terroriste, tentative de perpétration d'acte de terrorisme en bande organisée par consentement préalable, acquisition illégale d'armes et d’engins explosifs pour l'attaque du pont de Crimée le 8 octobre 2022 ».

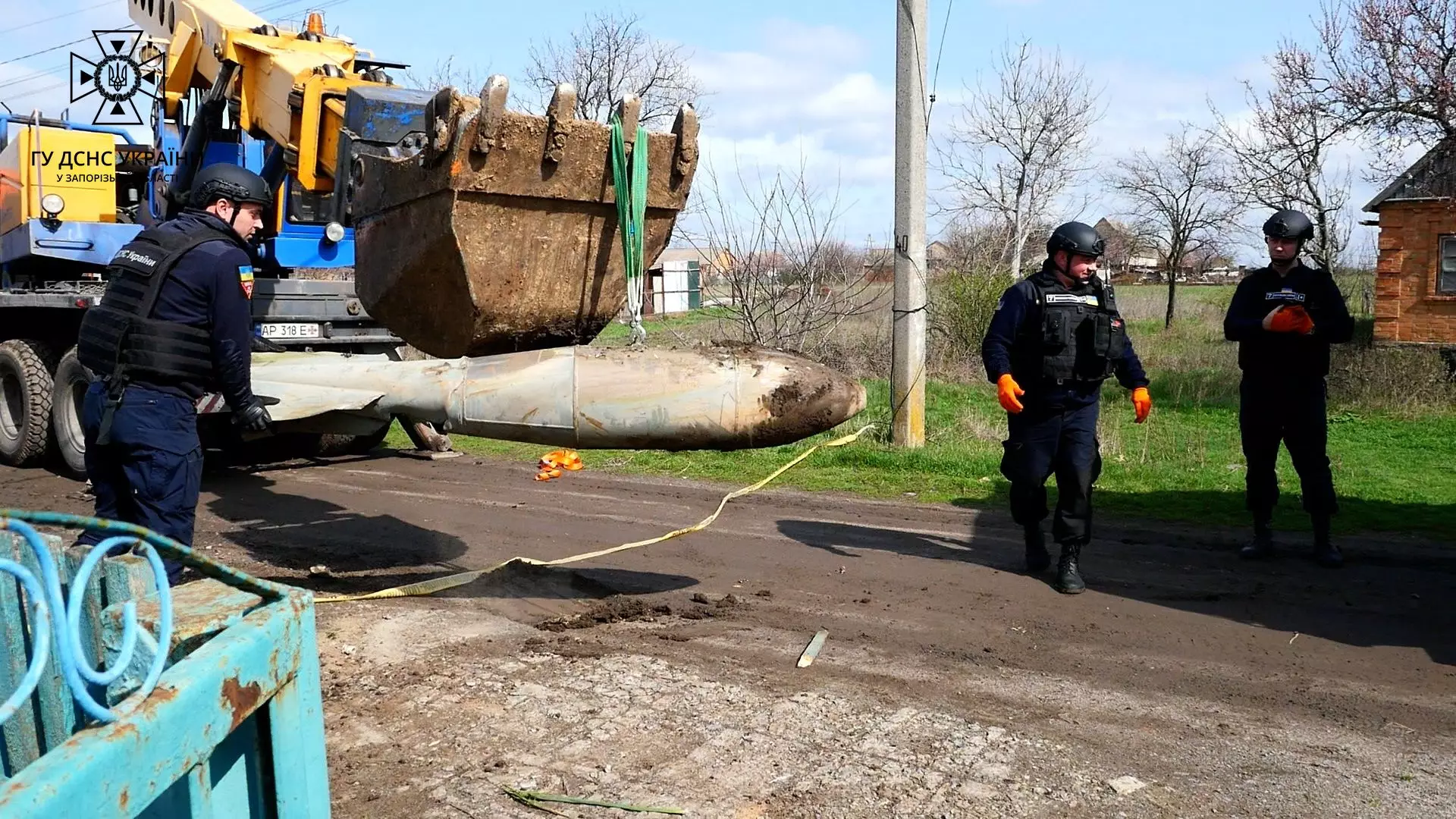
Le service de déminage ukrainien retire une bombe russe FAB-500, non explosée, larguée par avion

### 23 avril
L'Institut pour l'étude de la guerre (ISW) confirme que des positions ukrainiennes sont établies sur la rive est (gauche) du Dnipro, dans l'oblast de Kherson.

### 24 avril
Evgueni Prigojine, le patron de Wagner ordonne de ne plus faire de prisonniers.
Mikhaïl Razvojaïev, gouverneur russe de Sébastopol, affirme avoir repoussé un raid de drones de surface contre le port de Sébastopol.

### 25 avril
L'agence de presse russe RIA Novosti indique que l'armée russe « a commencé à utiliser les derniers chars Armata pour tirer sur les positions ukrainiennes mais qu'ils n'ont pas encore participé à des opérations d’assaut direct ».
L’armée norvégienne indique avoir suivi et identifié, une escouade russe composée de deux bombardiers stratégiques Tu-160 Blackjack, de deux avions ravitailleurs Il-78 Midas et trois chasseurs Mig-31 Foxhound dans l'espace aérien international en mer de Barents.

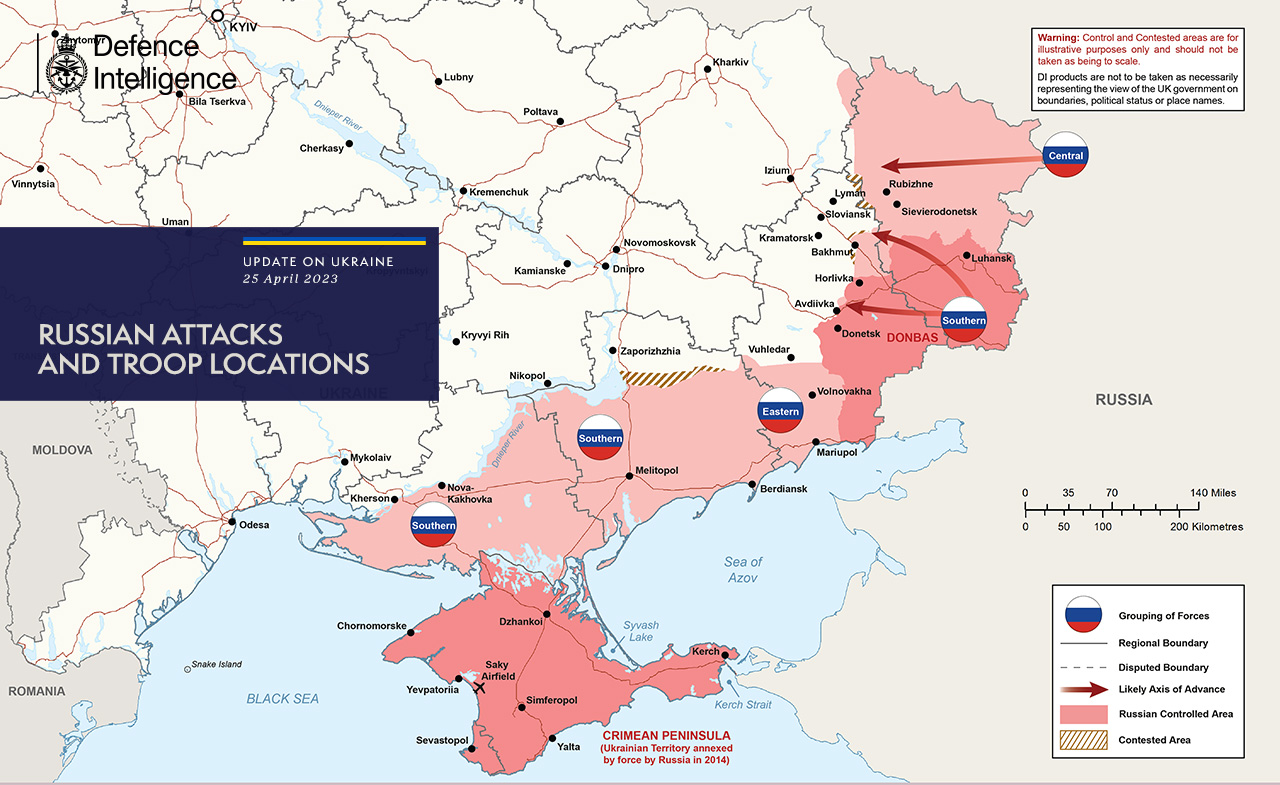
Situation au 25 avril 2023

### 26 avril
Le général ukrainien Oleksandr Syrskyi indique que de féroces combats se déroulent dans la région des villes de Bakhmout et d'Avdiïvka. L'armée russe essaye d'encercler et de capturer ces villes, malgré ses pertes importantes en hommes et en matériel.
Des Eurofighters allemands et britanniques interceptent deux Su-27 Flanker et un Il-20 russes qui volaient sans signaux de transpondeur, dans l'espace aérien international de la mer Baltique.
Bogdan Bitik, fixeur de Corrado Zunino, reporter de la La Repubblica, est tué par un sniper russe au pont autoroutier d'Antonivka, sur le Dnipro, près de Kherson. Le reporter a été touché à l'épaule, et hospitalisé. Ce pont était repéré comme une kill zone (zone mortelle). La rédaction de La Repubblica affirme que les mentions de journaliste étaient clairement visibles et connues au moment des faits. Ce n'est pas l'avis d'Anton Skyba, autre fixeur connu de cette guerre, pour qui cet accident fait craindre des négligences par les pressions médiatiques, et dans l'appréciation des risques que les médias font prendre aux fixeurs. Selon lui, cette intervention n'était pas accréditée par l'armée ukrainienne, et les deux personnes ne portaient pas de gilet pare-balles. -,,.

### 27 avril
Un échange de prisonniers a lieu : quarante deux militaires ukrainiens et deux civils d'un côté et quarante militaires russes de l'autre. Le chef de cabinet de la présidence ukrainienne Andryi Yermak déclare que certains portaient des traces de torture.
Jens Stoltenberg indique que les alliés ont fourni 230 chars de combat et 1 550 véhicules blindés depuis le début de l'offensive russe.
Des images satellite fournies par les services de renseignement britanniques révèlent que des positions de tir russes à partir de sacs de sable ont été installées sur les toits des réacteurs de la centrale nucléaire de Zaporijjia,.
Oleksandr Michtchenko chef du poste de police de Pryazovske, collaborateur russe est tué par un engin explosif à Melitopol,.
Des navires russes ont tiré 4 missiles Kalibr sur Mykolaïv.

### 28 avril
L'armée russe procède à de nouvelles frappes aériennes sur Tcherkassy, Dnipro, Kyïv, Krementchouk et Mykolaïv, avec un bilan particulièrement lourd à Ouman,,.
Vladimir Poutine signe un décret selon lequel les habitants des territoires ukrainiens nouvellement annexés pourront être expulsés de chez eux s'ils ne prennent pas la nationalité russe.
L’armée ukrainienne affirme avoir abattu « 21 missiles de croisière de type X-101/X-555 sur un total de 23 ainsi que deux drones. ».

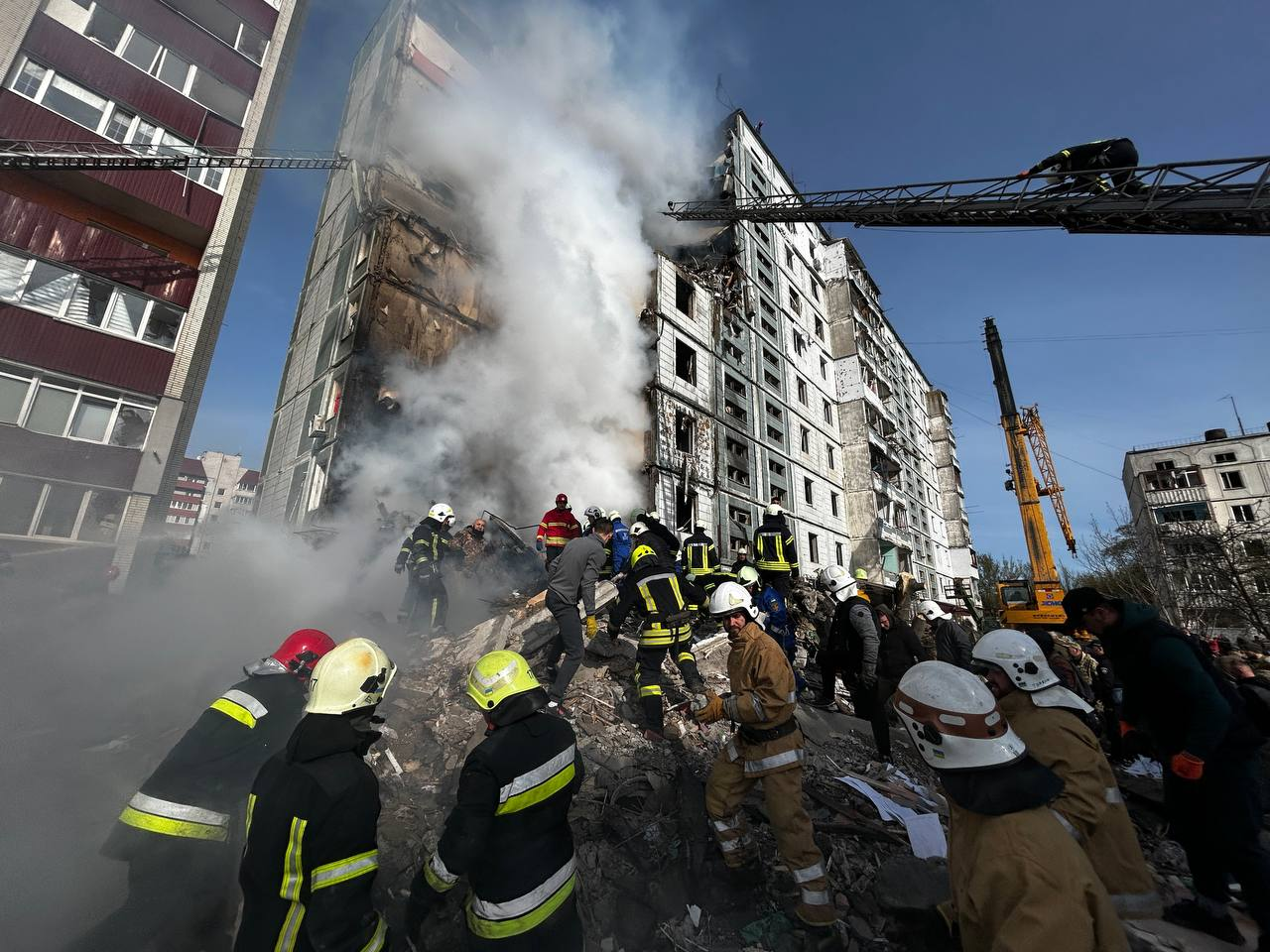
Maison bombardée à Ouman, oblast de Tcherkassy
- Opérations de sauvetage à Ouman après une attaque russe.
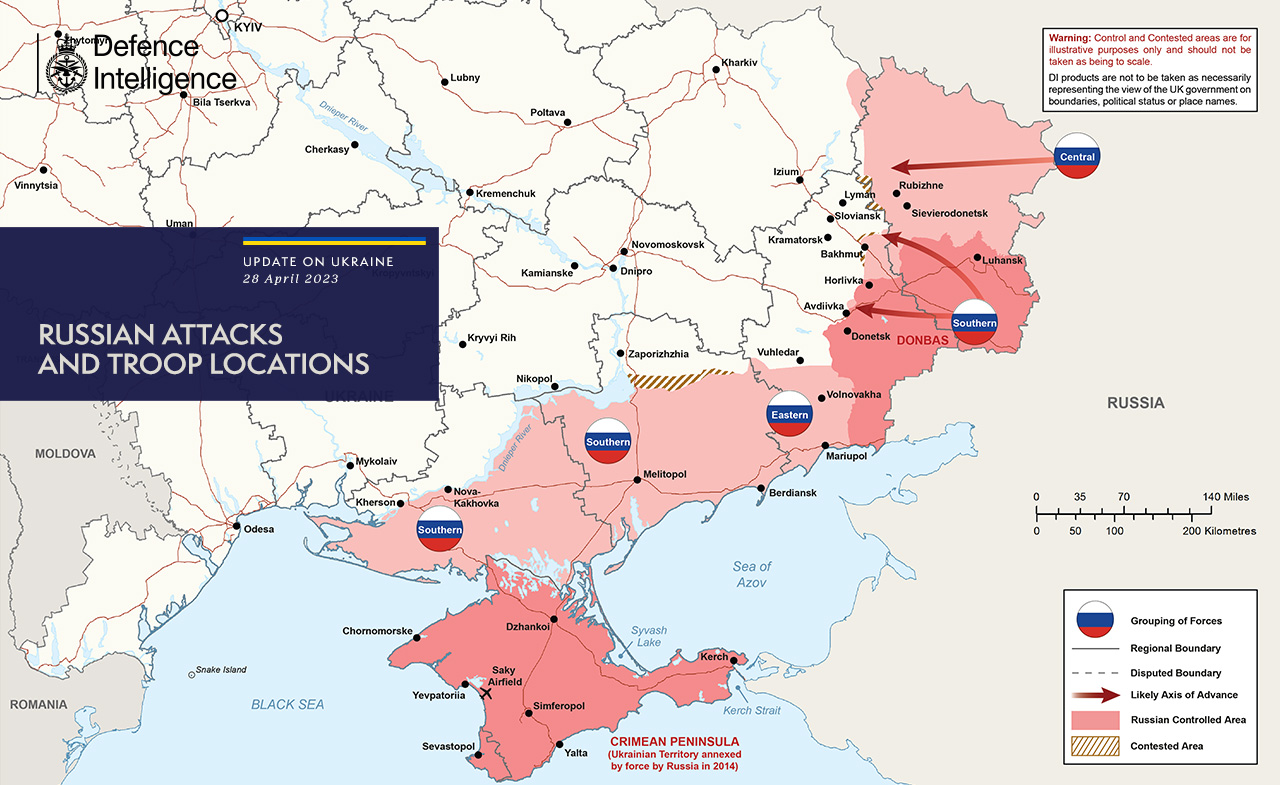
Situation au 28 avril 2023

### 29 avril
Mikhaïl Razvojaïev, gouverneur de Sébastopol, indique qu'une frappe de drone ukrainien provoque un gigantesque incendie, dans un dépôt de carburant, à Sébastopol,.

### 30 avril
Des obus russes sont tirés sur Avdiïvka, Bakhmout, Kostiantynivka, Kramatorsk, Sviatohirsk, Velyka Novossilka, Malotaranivka, Karpivka (uk), Zoryane (uk), et Malotaranivka.
Le gouverneur de l'oblast de Briansk, Alexandre Bogomaz, indique que plusieurs missiles lancés par « des nationalistes ukrainiens » frappent le village russe Souzemka (ru), situé à une dizaine de kilomètres de la frontière.

### Mai 2023
Pour les événements suivants, voir Chronologie de l'invasion de l'Ukraine par la Russie (mai 2023).